# 韩延林
韩延林（1949年10月—2021年1月18日），吉林双辽人，曾任中国人民解放军总装备部科技委副主任，第十一届全国人大代表，中将军衔。
韩延林毕业于华东工程学院雷达设计制造专业。1998年起调入新组建的总装备部，出任陆军装备科研订购部副部长。2002年升任为部长。2005年任总装备部科技委员会副主任。2007年7晋升为中将军衔。同年12月升任总装备部副部长兼科技委副主任，成为总装组建以来第一位由科技委员会晋升的副部长。2008年起担任全国人大代表。2010年12月起卸任副部长职务，只任科技委副主任。
2021年1月18日，在北京逝世，享年72岁。